# JLA: The Nail
JLA: The Nail è una miniserie a fumetti di tre numeri pubblicata dalla DC Comics nel 1998 sotto la sigla editoriale Elseworld. La storia, scritta e illustrata da Alan Davis, è ambientata in un mondo dove al camioncino di Jonathan e Martha Kent si buca una ruota causata da un chiodo, cosa che evitò loro di scoprire la nave spaziale fuori da Smallville con il piccolo Kal-El, negando così Superman al mondo.
Il tema della storia è spiegato nel primo paragrafo:

## Trama
Ventiquattro anni fa, al camioncino dei contadini Jonathan e Martha Kent si bucò una ruota a causa di un chiodo, cosa che gli fece perdere l'arrivo di una nave spaziale kryptoniana e l'arrivo del piccolo Kal-El. Senza Superman, la Justice League consisteva di Batman, Wonder Woman, Aquaman, Flash (Barry Allen), Hawkwoman (Shayera Thal), Atomo (Ray Palmer), Martian Manhunter e Lanterna Verde (Hal Jordan).
Il giornalista Perry White conduce una campagna anti-metaumani con il supporto del sindaco di Metropolis Lex Luthor, del vice sindaco Jimmy Olsen e dell'ex eroe Oliver Queen (Freccia Verde). Dopo una battaglia con Amazo che causò la morte di Hawkman (Katar Hol), Queen divenne un paraplegico amareggiato che affermò che la Justice League erano alieni che cospiravano contro l'umanità. I metaumani furono eliminati o catturati uno dopo l'altro: prima i super criminali e poi i supereroi come la Doom Patrol e gli Outsiders.
Il Joker liberò i prigionieri del Manicomio di Arkham con dei guanti che generavano energia e che utilizzò per intrappolare Batman e uccidere Robin (Dick Grayson) e Batgirl (Barbara Gordon). Catwoman attaccò il Joker e liberò Batman, che quindi danneggiò i guanti di Joker e gli spezzò il collo in diretta televisiva mentre Arkham esplodeva. Batman si ritirò nella sua Batcaverna con Catwoman mentre l'omicidio del Joker appannava la reputazione della Justice League.
A Metamorpho venne fatto il lavaggio del cervello perché uccidesse il Pensatore e Perry White morì mentre cercava di dire a Martian Manhunter cosa era accaduto. Lanterna Verde scoprì un campo di forza intorno alla Terra che preveniva a qualunque cosa di lasciare il pianeta. Cercando il criminale dietro questi eventi, Flash salvò Ra's al Ghul e la Lega degli Assassini dall'attacco di Amazo.
Wonder Woman fu incastrata per la distruzione della Casa Bianca, e scoppiarono delle rivolte poco dopo quando Luthor prese controllo degli Stati Uniti d'America attraverso dei robot volanti mascherati noti come Liberatori per imporre la legge. I membri della Justice League vennero catturati dai Liberatori (che furono mostrati come dei cloni di Bizzarro) finché non rimasero solo Batman, Flash e Atomo.
Lois Lane, una giornalista che investigava sulla campagna anti-metaumani, sospettò una cospirazione. Al centro di ricerca metaumana, Lois incontrò la Dottoressa Lana Lang, che la inviò a Smallville dove i Kent fornivano un riparo ai metaumani in fuga. Lois dovette confrontarsi con Jimmy, che rivelò che la LexCorp scoprì la nave spaziale vuota di Kal-El e trovò tracce del suo DNA all'interno. Luthor utilizzò il DNA alieno per creare cloni di Bizzarro e trasformare Jimmy in un kryptoniano. I metaumani furono imprigionati e raccolti per il loro DNA al fine di convertire gli umani in kryptoniani e creare così una società di kryptoniani guidata da Jimmy.
Batman, Batwoman (ex Catwoman), Atomo, e Flash liberarono la Justice League e distrussero i Liberatori, per poi scontrarsi con Jimmy, ora super potente e impazzito. Jimmy sconfisse la League a causa della sua inesperienza con i poteri kryptoniani mentre combattevano la diffusione in una comunità Amish. Quando Jimmy stava per uccidere Batman, fu fermato da un contadino che cercò di ragionare con lui; Jimmy cercò quindi inutilmente di incenerirlo con la sua vista calorifica.
Il contadino si rivelò essere Kal-El, che fu trovato da bambino da una coppia Amish e cresciuto come loro figlio. Jimmy cercò di convincere Kal-El ad unirsi a lui, ma Kal rifiutò, incapace di ignorare la sua coscienza. Jimmy uccise i genitori adottivi di Kal davanti a lui con la sua vista calorifica e coinvolse Kal in un combattimento. Nonostante fu sopraffatto, lo stress del combattimento causò la disintegrazione del suo DNA e di conseguenza del suo corpo. Sconfitti Jimmy e i Liberatori, la Justice League (senza Batman, che si dimise dalla League e si costituì per l'omicidio del Joker) riottenne il favore dell'opinione pubblica con l'aiuto del suo nuovo membro: Superman.

## Another Nail
La storia ebbe un seguito: JLA: Another Nail, che si avvolgeva intorno ad alcune cose rimaste in sospeso, come la guerra tra i Nuovi Dei e il Corpo delle Lanterne Verdi e il tradimento pubblico di Oliver Queen verso la Justice League.

## Raccolta
I tre numeri furono raccolti in un unico volume dalla DC Comics nel 1998 e nel 1999 dalla Titan Books.

## Premi
Nel 1999, JLA: The Nail fu nominato all'Eisner Award per la Miglior Serie Limitata.